# Una pagina di follia
Una pagina di follia (狂った一頁?, Kurutta ippēji) è un film del 1926 diretto da Teinosuke Kinugasa.
Creduto perduto per quarantacinque anni, fu ritrovato per caso dallo stesso regista e fu diffuso nel 1971. Il film, muto, non contiene didascalie perché le proiezioni cinematografiche giapponesi negli anni '20 prevedevano la presenza nella sala di un narratore (detto benshi o setsumeisha), e manca di un terzo dell'originale del 1926.

## Trama
In un manicomio un ex marinaio è stato assunto come portinaio e inserviente. Fra i ricoverati c'è sua moglie, impazzita dopo aver tentato di annegarsi insieme al figlioletto: lei è sopravvissuta mentre il bambino è morto. L'uomo tenta inutilmente di farla evadere, ma la donna è terrorizzata e non è in grado di affrontare la fuga.

## Produzione

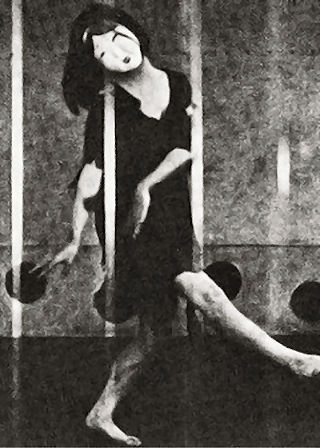
Eiko Minami in A Page of Madness.

Il film è ritenuto un capolavoro dell'avanguardia cinematografica giapponese della prima metà del Novecento.
Yasunari Kawabata, premio Nobel per la letteratura nel 1968, collabora alla sceneggiatura adattando, insieme a Kinugasa, Banko Sawada e Minoru Inozuka, un suo racconto breve.
Il film si può considerare espressione del movimento letterario giapponese (fondato da Kawabata insieme a Riichi Yokomitsu e ad altri giovani scrittori) chiamato Scuola delle Nuove Percezioni (Shinkankaku-ha) e aperto agli influssi culturali occidentali.
Il film fu girato in un mese, con un budget ridottissimo. Kinugasa, regista e anche produttore, dipinse d'argento le pareti dello studio per compensare la scarsità delle lampade.

## Accoglienza
L'opera ottenne un notevole successo.

## Tecnica cinematografica

### Artifici espressivi
Gli stati del subconscio, gli incubi, i sogni, le ossessioni sono rappresentati con immagini sfocate o distorte, doppie esposizioni della pellicola, inquadrature oblique e rovesciate, effetti ottici ottenuti con l'uso di lenti deformanti, schermo diviso in diverse inquadrature, panoramiche velocissime, montaggio accelerato.

### Elementi di contrasto
Per esprimere il dramma della follia e dell'internamento, Teinosuke Kinugasa e Yasunari Kawabata, lo sceneggiatore, hanno costruito il film attorno a una serie di elementi contrapposti: follia/normalità, dentro/fuori, chiuso/aperto, stasi/movimento, ombra/luce... L'effetto è una forte tensione narrativa e formale.

### Temi iconografici
Ossessivamente nel film ricorrono immagini di sbarre, corridoi, serrature, cancelli, porte che si aprono e si chiudono.

## Surrealismo
Freddy Buache, conservatore della Cinemateca Svizzera afferma:
Aprite le prigioni, sciogliete gli eserciti!»

## Modelli di riferimento
I realizzatori del film avevano presenti alcuni modelli del cinema occidentale come ad esempio:
- La rosa sulle rotaie (La roue) di Abel Gance, 1923
- Entr'acte di René Clair, 1924
- L'ultima risata (Der letzte Mann) di Friedrich Wilhelm Murnau, 1924.